# 소크라티스 라구다키스
소크라티스 라구다키스(그리스어: Sokratis Lagoudakis, 1861년 ~ 1944년 6월 3일)는 그리스의 육상 선수이다.. 그는 아테네에서 열린 1896년 하계 올림픽에 참가했다.
라구다키스와 함께 17명의 선수가 마라톤에 출전했다. 그는 완주를 한 9명의 선수 중 9위를 차지했다.
라구다키스는 1889년에 크레타 혁명 때 싸웠으며 그리스-터키 전쟁 (1897년) 때는 위생병으로 참전했다. 그는 후에 이집트로 돌아가서 한센병과 싸웠다. 그는 그 병에 대해 더 잘 알기 위해 나병에 직접 걸리기도 했다. 그는 '절대 손을 흔들지 않는 사람'(the man who never shook hands)으로 알려져있었으며 자신이 직접 걸리면서까지 고치려고했던 한신병에게 굴복해서 82세의 나이로 알렉산드리아에서 세상을 떠났다.